# قصر نيمفينبورغ

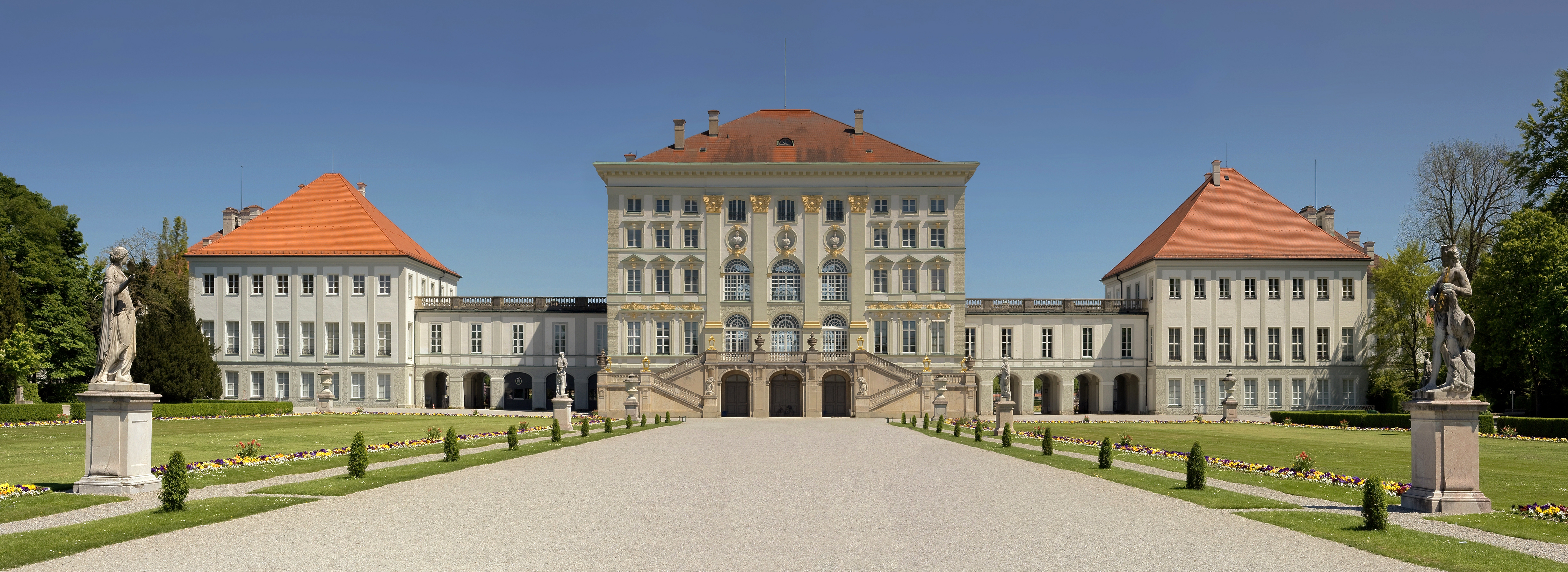
قصر نيمفينبورغ كما يرى من الحديقة.

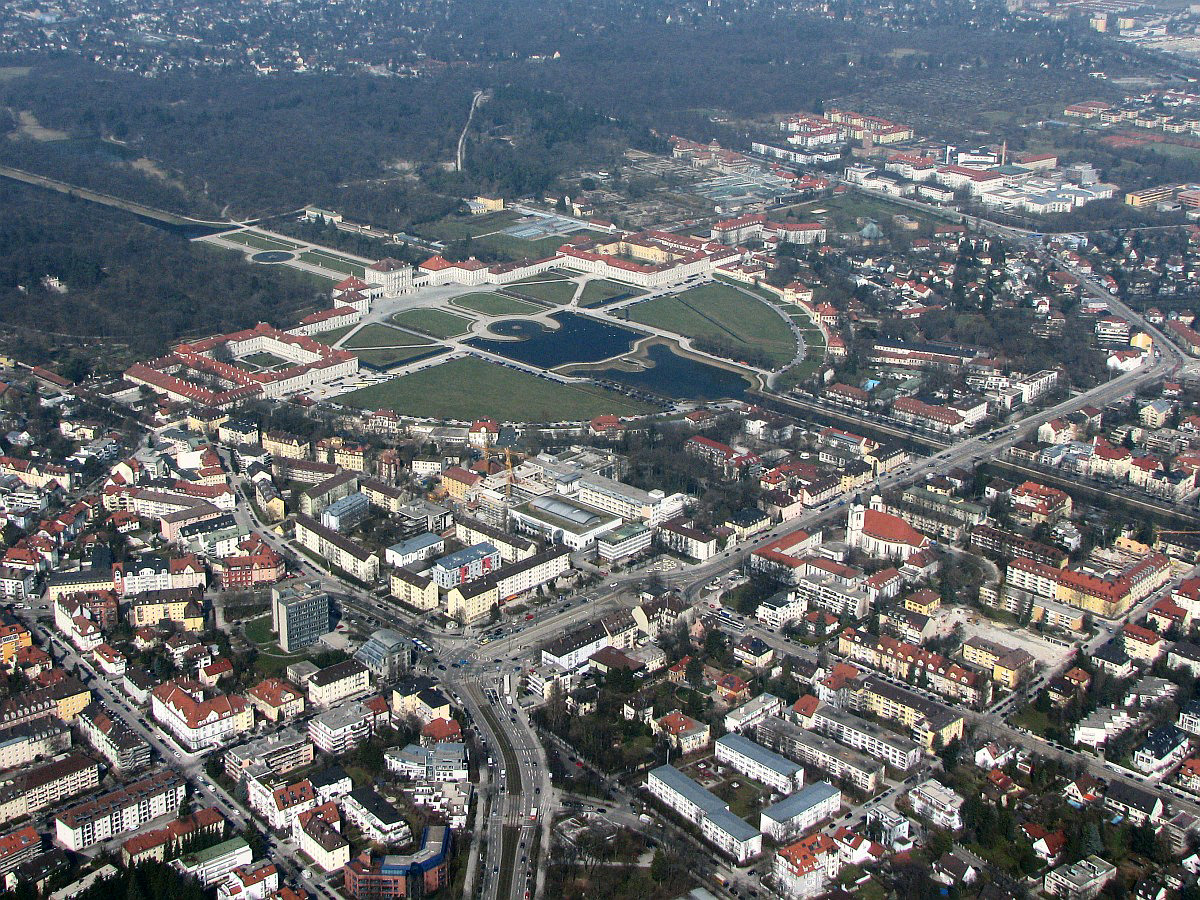
صورة من الطائرة لقصر نيمفينبورغ وحديقته.

يقع  قصر نيمفينبورغ (بالألمانية: Schloss Nymphenburg) في غرب ميونيخ في منطقة نويهاوزن-نيمفينبورغ . ويتكون القصر من الفصر نفسه وحديقة واسعة وعدة أكشاك ملكية صغيرة. ويعد قصر نيمفينبورغ أحد أكبر القصور في أوروبا ، ويزوره في وقتنا هذا أعدادا كبيرة من السياح من جميع أنحاء العالم سنويا. كان هذا القصر المقر الصيفي «لعائلة ويتيلزباخ» لفترة طويلة.

## تاريخه

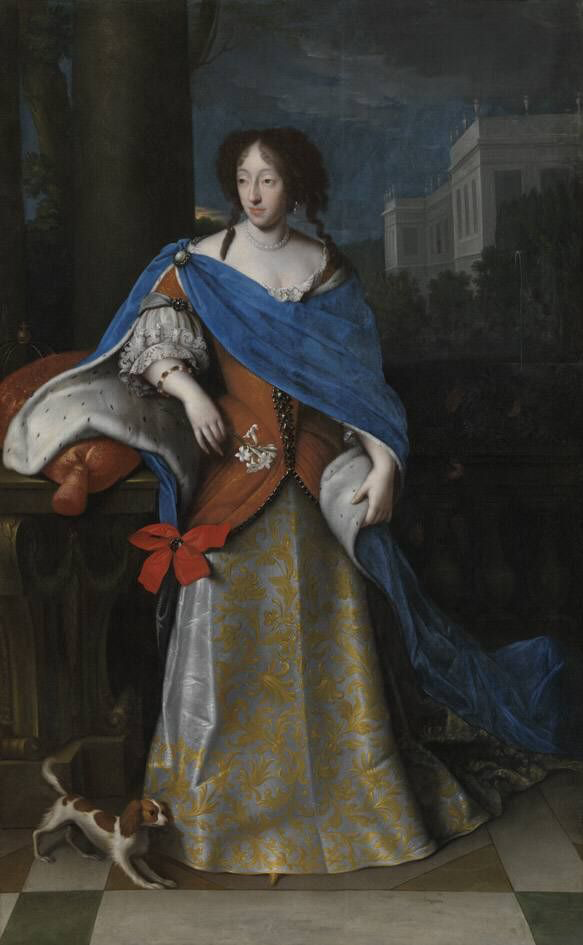
Prinzessin Henriette Adelheid von Savoyen, Kurfürstin von Bayern

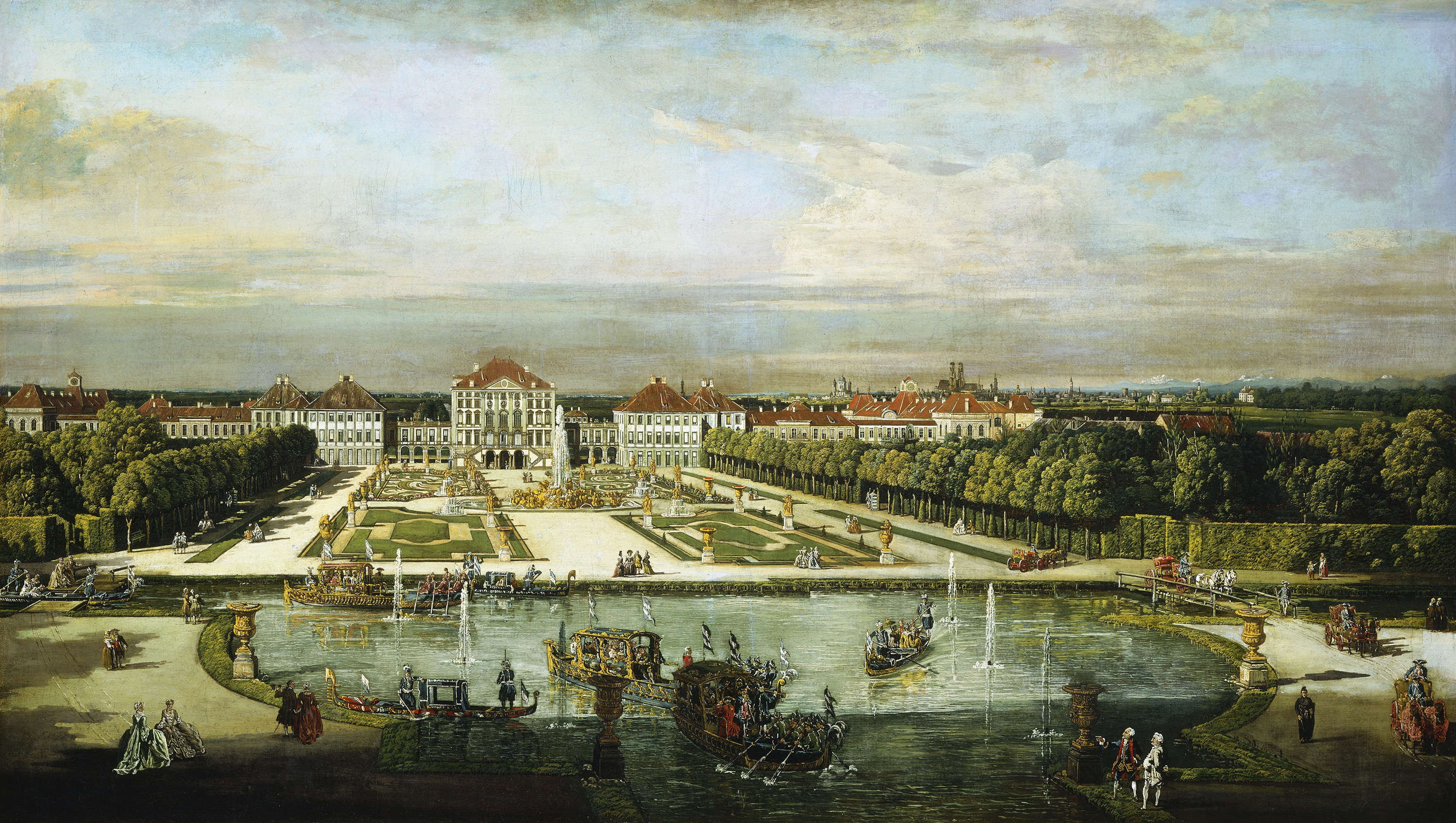
Nymphenburg 1761, Gemälde von بيرناردو بيلوتو

## أعلام
- ماريا أماليا من النمسا
- كارل تيودور
- دوقة ماريا آنا يوزفا من بافاريا

## اقرأ أيضا
- شتوتغارت
- كارلسروهه
- بادن بادن
- ميونيخ
- قصر هامباخر Hambacher Schloss
- بافاريا
- قصر إلماو